# Campeonato da Oceania de Atletismo de 2019
O Campeonato da Oceania de Atletismo de 2019 foi a 17ª edição da competição organizada pela Associação de Atletismo da Oceania, entre os dias 25 a 28 de junho de 2019. O evento foi realizado em conjunto com os campeonatos sub-20 e sub-18 de 2019, incluindo eventos de exibição para mestres e atletas com deficiência. Teve como sede o Townsville Sports Reserve, na cidade de Townsville, na Austrália. 

## Medalhistas
Resultados completos podem ser encontrados na página da Associação de Atletismo da Oceania. 

### Masculino
| Evento                      | Ouro                                                                 | Ouro         | Prata                                                                               | Prata        | Bronze                                                                      | Bronze       |
| --------------------------- | -------------------------------------------------------------------- | ------------ | ----------------------------------------------------------------------------------- | ------------ | --------------------------------------------------------------------------- | ------------ |
| 100 metros                  | Edward Osei-Nketia · Nova Zelândia                                   | 10.34        | Jake Doran · Austrália                                                              | 10.39        | Jack Hale · Austrália                                                       | 10.51        |
| 200 metros                  | Jeremy Dodson · Samoa                                                | 21.11        | Banuve Tabakaucoro · Fiji                                                           | 21.15        | Alex Hartmann · Austrália                                                   | 21.17        |
| 400 metros                  | Steven Solomon · Austrália                                           | 46.12        | Tyler Gunn · Austrália                                                              | 46.51        | Alex Beck · Austrália                                                       | 46.61        |
| 800 metros                  | Josh Ralph · Austrália                                               | 1:49.34      | Mason Cohen · Austrália                                                             | 1:49.77      | Brad Mathas · Nova Zelândia                                                 | 1:50.47      |
| 1 500 metros                | Matthew Ramsden · Austrália                                          | 3:44.41      | Rorey Hunter · Austrália                                                            | 3:44.67      | Samuel Tanner · Nova Zelândia                                               | 3:46.30      |
| 5 000 metros                | Oli Chignell · Nova Zelândia                                         | 14:07.17     | Matthew Baxter · Nova Zelândia                                                      | 14:8.87      | Andrew Buchanan · Austrália                                                 | 14:19.53     |
| 10 000 metros               | Harry Summers · Austrália                                            | 29:19.99     | Jack Rayner · Austrália                                                             | 29:55.41     | Siune Kagl · Papua-Nova Guiné                                               | 32:47.14     |
| 10 km marcha atlética       | Rhydian Cowley · Austrália                                           | 41:57.57     | Declan Tingay · Austrália                                                           | 42:42.44     |                                                                             |              |
| 110 metros barreiras        | Nicholas Hough · Austrália                                           | 13.77        | Nicholas Andrews · Austrália                                                        | 13.84        | Jacob McCorry · Austrália                                                   | 14.13        |
| 400 metros barreiras        | Ian Dewhurst · Austrália                                             | 50.79        | Michael Cochrane · Nova Zelândia                                                    | 51.54        | Daniel Baul · Papua-Nova Guiné                                              | 52.30        |
| 3.000 metros com obstáculos | Ben Buckingham · Austrália                                           | 8:41.15      | Max Stevens · Austrália                                                             | 8:43.22      | Matthew Clarke · Austrália                                                  | 8:45.14      |
| 4×100 metros estafetas      | Austrália · Jake Doran · Alex Hartmann · Jack Hale · Zach Holdsworth | 39.36        | Papua-Nova Guiné · Linus Kuravi · Benjamin Aliel · Manoka John · Michael Penny      | 41.85        | Samoa · Paulo Wallwork-Tuala · Tapasu Paea · Kolone Alefosio · Kelvin Masoe | 41.97        |
| 4×400 metros estafetas      | Austrália · Alex Beck · Tyler Gunn · Ian Halpin · Steven Solomon     | 3:08.67      | Papua-Nova Guiné · Emmanuel Wanga · Kaminiel Matlaun · Daniel Baul · Benjamin Aliel | 3:13.32      | Nova Zelândia · Max Attwell · Luke Mercieca · Samuel Tanner · Joshua Ledger | 3:14.33      |
| Salto em altura             | Hamish Kerr · Nova Zelândia                                          | 2.30m , =    | Brandon Starc · Austrália                                                           | 2.22m        | Joel Baden · Austrália                                                      | 2.14m        |
| Salto com vara              | Angus Armstrong · Austrália                                          | 5.40m        | Stephen Clough · Austrália                                                          | 5.30m        | Nick Southgate · Nova Zelândia                                              | 5.30m        |
| Salto em comprimento        | Henry Smith · Austrália                                              | 7.91m        | Jordan Peters · Nova Zelândia                                                       | 7.61m        | Christopher Mitrevski · Austrália                                           | 7.50m        |
| Salto triplo                | Alwyn Jones · Austrália                                              | 15.85m       | Ayo Ore · Austrália                                                                 | 15.73m       | Peniel Richard · Papua-Nova Guiné                                           | 15.24m       |
| Arremesso de peso           | Jacko Gill · Nova Zelândia                                           | 20.75m       | Damien Birkenhead · Austrália                                                       | 19.55m       | Ryan Ballantyne · Nova Zelândia                                             | 19.05m       |
| Lançamento de disco         | Mitchell Cooper · Austrália                                          | 60.25m       | Alexander Parkinson · Nova Zelândia                                                 | 58.32m       | Marshall Hall · Nova Zelândia                                               | 57.03m       |
| Lançamento do martelo       | Costa Kousparis · Austrália                                          | 66.20m       | Ned Weatherly · Austrália                                                           | 65.94m       | Anthony Nobilo · Nova Zelândia                                              | 64.93m       |
| Lançamento do dardo         | Nash Lowis · Austrália                                               | 79.10m       | Liam O'Brien · Austrália                                                            | 77.32m       | AAlex Wood · Nova Zelândia                                                  | 71.44m       |
| Decatlo                     | Ashley Moloney · Austrália                                           | 8,103 pontos | Cedric Dubler · Austrália                                                           | 8,031 pontos | Kyle Cranston · Austrália                                                   | 7,702 pontos |

### Feminino
| Evento                      | Ouro                                                                               | Ouro         | Prata                                                                             | Prata        | Bronze                                                                      | Bronze   |
| --------------------------- | ---------------------------------------------------------------------------------- | ------------ | --------------------------------------------------------------------------------- | ------------ | --------------------------------------------------------------------------- | -------- |
| 100 metros                  | Zoe Hobbs · Nova Zelândia                                                          | 11.56        | Naa Anang · Austrália                                                             | 11.67        | Georgia Hulls · Nova Zelândia                                               | 11.99    |
| 200 metros                  | Riley Day · Austrália                                                              | 23.51        | Zoe Hobbs · Nova Zelândia                                                         | 23.68        | Nana-Adoma Owusu-Afriyie · Austrália                                        | 23.86    |
| 400 metros                  | Bendere Oboya · Austrália                                                          | 52.76        | Caitlin Jones · Austrália                                                         | 53.65        | Angeline Blackburn · Austrália                                              | 55.00    |
| 800 metros                  | Catriona Bisset · Austrália                                                        | 2:02.16      | Angela Petty · Nova Zelândia                                                      | 2:03.41      | Morgan Mitchell · Austrália                                                 | 2:05.02  |
| 1 500 metros                | Georgia Griffith · Austrália                                                       | 4:12.53      | Bernadette Williams · Austrália                                                   | 4:13.52      | Sarah Billings · Austrália                                                  | 4:16.41  |
| 5 000 metros                | Melissa Duncan · Austrália                                                         | 15:41.44     | Paige Campbell · Austrália                                                        | 15:46.25     | Tara Palm · Austrália                                                       | 16:35.16 |
| 10 000 metros               | Sinead Diver · Austrália                                                           | 32:25.86     | Ellie Pashley · Austrália                                                         | 32:29.08     | Emily Brichacek · Austrália                                                 | 33:23.45 |
| 10 km marcha atlética       | Jemima Montag · Austrália                                                          | 43:50.84     | Katie Hayward · Austrália                                                         | 45:35.81     |                                                                             |          |
| 100 metros barreiras        | Brianna Beahan · Austrália                                                         | 13.30        | Celeste Mucci · Austrália                                                         | 13.49        | Michelle Jenneke · Austrália                                                | 13.81    |
| 400 metros barreiras        | Sara Klein · Austrália                                                             | 56.07        | Sarah Carli · Austrália                                                           | 56.72        | Portia Bing · Nova Zelândia                                                 | 57.11    |
| 3.000 metros com obstáculos | Paige Campbell · Austrália                                                         | 9:46.40      | Georgia Winkcup · Austrália                                                       | 9:46.51      | Stella Radford · Austrália                                                  | 10:16.50 |
| 4×100 metros estafetas      | Austrália · Nana-Adoma Owusu-Afriyie · Kristie Edwards · Riley Day · Celeste Mucci | 44.47        | Nova Zelândia · Olivia Eaton · Brooke Somerfield · Georgia Hulls · Natasha Eady   | 45.19        | Papua-Nova Guiné · Adrine Monagi · Toea Wisil · Nancy Malamut · Leonie Beu  | 47.08    |
| 4×400 metros estafetas      | Austrália · Angeline Blackburn · Caitlin Jones · Ellie Beer · Morgan Mitchell      | 3:38.86      | Nova Zelândia · Stella Pearless · Angela Petty · Katherine Camp · Krystie Solomon |              | Papua-Nova Guiné · Leonie Beu · Donna Koniel · Isilia Apkup · Nancy Malamut | 3:53.49  |
| Salto em altura             | Josephine Reeves · Nova Zelândia                                                   | 1.86m        | Alysha Burnett · Austrália                                                        | 1.86m        | Hannah Joye · Austrália                                                     | 1.84m    |
| Salto com vara              | Elizaveta Parnova · Austrália                                                      | 4.60m        | Olivia McTaggart · Nova Zelândia                                                  | 4.25m        | Lisa Campbell · Austrália                                                   | 4.10m    |
| Salto em comprimento        | Rellie Kaputin · Papua-Nova Guiné                                                  | 6.50m ,      | Brooke Stratton · Austrália                                                       | 6.49m        | Naa Anang · Austrália                                                       | 6.44m    |
| Salto triplo                | Rellie Kaputin · Papua-Nova Guiné                                                  | 13.04m       | Ellen Pettitt · Austrália                                                         | 12.94m       | Aliyah Johnson · Austrália                                                  | 12.87m   |
| Arremesso de peso           | Madison-Lee Wesche · Nova Zelândia                                                 | 18.04m       | Victoria Owers · Nova Zelândia                                                    | 16.26m       | 'Ata Maama Tu'utafaiva · Tonga                                              | 16.15m   |
| Lançamento de disco         | Kimberley Mulhall · Austrália                                                      | 55.88m       | Taryn Gollshewsky · Austrália                                                     | 55.14m       | Sositina Hakeai · Nova Zelândia                                             | 54.96m   |
| Lançamento do martelo       | Julia Ratcliffe · Nova Zelândia                                                    | 71.39m       | Alexandra Hulley · Austrália                                                      | 65.81m       | Nicole Bradley · Nova Zelândia                                              | 64.49m   |
| Lançamento do dardo         | Kelsey-Lee Barber · Austrália                                                      | 65.61m       | Mackenzie Little · Austrália                                                      | 57.74m       | Tori Peeters · Nova Zelândia                                                | 51.79m   |
| Heptatlo                    | Kiara Reddingius · Austrália                                                       | 5,149 pontos | Chistina Ryan · Nova Zelândia                                                     | 4,756 pontos | Apenas dois finalistas                                                      | n/a      |

### Misto
| Evento                 | Ouro                                                                | Ouro    | Prata                                                                     | Prata   | Bronze                                                                     | Bronze  |
| ---------------------- | ------------------------------------------------------------------- | ------- | ------------------------------------------------------------------------- | ------- | -------------------------------------------------------------------------- | ------- |
| 4×400 metros estafetas | Austrália · Rebecca Bennett · Ellie Beer · Tom Willems · Ian Halpin | 3:23.56 | / Norte da Austrália Jay Stone Finn O'Keefe Kayla Montagner Imogen Dellow | 3:50.31 | Guam · Maurine De La Paz · Paul Dimalanta · Genina Criss · Christian Ruder | 4:02.38 |

### Para eventos
Maculino
| Evento                           | Ouro                                  | Ouro   | Prata                                    | Prata  | Bronze                                     | Bronze |
| -------------------------------- | ------------------------------------- | ------ | ---------------------------------------- | ------ | ------------------------------------------ | ------ |
| 100 metros Ambulatório           | Chad Perris (T13) · Austrália         | 11.18  | Scott Reardon (T63/F63) · Austrália      | 12.98  | Mitchell Christiansen / Norte da Austrália | 13.64  |
| 200 metros Ambulatório           | Chad Perris (T13) · Austrália         | 22.51  | Joshua Lush (T20/F20) · Austrália        | 23.81  | Steven Abraham (T46) · Papua-Nova Guiné    | 23.91  |
| 400 metros Ambulatório           | James Turner (T36) · Austrália        | 53.24  | Lindsey Hendy (T20) / Northern Australia | 53.42  | Steven Abraham (T46) · Papua-Nova Guiné    | 56.30  |
| Salto em comprimento Ambulatório | Joshua Lush (T20/F20) · Nova Zelândia | 6.18m  | Lleyton Lloyd (T20) · Austrália          | 5.66m  | Lindsey Hendy (T20) / Northern Australia   | 5.64m  |
| Arremesso de peso Ambulatório    | Marty Jackson (F38) · Austrália       | 14.27m | Todd Hodgetts (F20) · Austrália          | 15.43m | Ben Tuimaseve (F37) · Nova Zelândia        | 12.01m |
| Lançamento do dardo Ambulatório  | Jayden Sawyer (T38/F38) · Austrália   | 50.57m | Inosi Bulimairewa (F63) · Fiji           | 49.55m | Falemanu Aveuki (T43) · Wallis e Futuna    | 44.60m |

Feminino
| Evento                           | Ouro                                     | Ouro   | Prata                                  | Prata  | Bronze                                   | Bronze  |
| -------------------------------- | ---------------------------------------- | ------ | -------------------------------------- | ------ | ---------------------------------------- | ------- |
| 100 metros Ambulatório           | Alexandria Eves (T36) · Austrália        | 16.67  | Libby Leikis (T37/F37) · Nova Zelândia | 16.61  | Karlee Symonds (T11/F11) · Austrália     | 15.46   |
| 200 metros Ambulatório           | Jessie Venner (T20) · Austrália          | 29.00  | Amelia Mazzei (T20) · Austrália        | 30.29  | Libby Leikis (T37/F37) · Nova Zelândia   | 33.90   |
| 400 metros Ambulatório           | Torita Blake (T38) · Austrália           | 66.64  | Amelia Mazzei (T20) · Austrália        | 68.14  | Kayla Collins (T36) / Norte da Austrália | 1:34.52 |
| Salto em comprimento Ambulatório | Summer Giddings (T35) · Austrália        | 2.99m  | Vanessa Low (T61/F61) · Austrália      | 4.71m  |                                          |         |
| Arremesso de peso Ambulatório    | Lisa Adams (F37) · Nova Zelândia         | 15.21m | Claire Keefer (F41) · Austrália        | 8.78m  | Amy Dunn (T41/F41) · Nova Zelândia       | 5.42m   |
| Arremesso de peso Protegido      | Jess Gillan (F34) · Nova Zelândia        | 7.68m  | Julie Charlton (T54/F57) · Austrália   | 5.60m  |                                          |         |
| Lançamento do dardo Ambulatório  | Holly Robinson (T47/F46) · Nova Zelândia | 40.78m | Samamtha Schmidt (F38) · Austrália     | 27.86m |                                          |         |
| Lançamento do dardo Protegido    | Julie Charlton (T54/F57) · Austrália     | 12.06m |                                        |        |                                          |         |

## Quadro de medalhas
Esta é uma contagem não oficial de medalhas dos campeonatos de 2019. A tabela oficial pode ser encontrada no site da Associação de Atletismo da Oceania.
| Ordem | País                 | Medalha de ouro | Medalha de prata | Medalha de bronze | Total |
| ----- | -------------------- | --------------- | ---------------- | ----------------- | ----- |
| 1     | Austrália            | 44              | 40               | 22                | 106   |
| 2     | Nova Zelândia        | 12              | 12               | 16                | 40    |
| 3     | Papua-Nova Guiné     | 2               | 2                | 7                 | 11    |
| 4     | Samoa                | 1               | 0                | 1                 | 2     |
| 5     | / Norte da Austrália | 0               | 2                | 3                 | 5     |
| 6     | Fiji                 | 0               | 2                | 0                 | 2     |
| 7     | Guam                 | 0               | 0                | 1                 | 1     |
| 7     | Tonga                | 0               | 0                | 1                 | 1     |
| 7     | Wallis e Futuna      | 0               | 0                | 1                 | 1     |
| Total | Total                | 59              | 58               | 52                | 169   |

## Participantes
Um total de 19 equipes participaram do campeonato sênior. Havia 18 nações com uma equipe regional da Austrália.
| - Samoa Americana - Austrália - / Norte da Austrália - Ilhas Cook - Estados Federados da Micronésia - Fiji | - Polinésia Francesa - Guam - Kiribati - Nauru - Nova Caledônia - Nova Zelândia | - Marianas Setentrionais - Papua-Nova Guiné - Samoa - Ilhas Salomão - Tonga - Vanuatu - Wallis e Futuna |

Legenda
| Recorde mundial       | Recorde mundial (World record)               |                       | Recorde africano                      | Recorde africano (African) |                                           | Q | Classificado por posição (Qualified) |
| Recorde do campeonato | Recorde do campeonato (Championship record)  | Recorde da América    | Recorde da América (Americas)         | q                          | Classificado por melhor tempo (Qualified) |   |                                      |
| Melhor marca do ano   | Melhor marca do ano (World leading)          | Recorde asiático      | Recorde asiático (Asian)              | DNS                        | Não largou (Did not start)                |   |                                      |
| Recorde nacional      | Recorde nacional (National record)           | Recorde europeu       | Recorde europeu (European)            | DNF                        | Não terminou (Did not finish)             |   |                                      |
| Recorde pessoal       | Recorde pessoal do atleta (Personal best)    | Recorde da Oceania    | Recorde da Oceania (Oceania)          | DSQ / DQ                   | Desclassificado (Disqualified)            |   |                                      |
| Recorde da temporada  | Recorde da temporada do atleta (Season best) | Recorde sul-americano | Recorde sul-americano (South America) | NM                         | Sem marca (No mark)                       |   |                                      |